# Liebesfallen
Liebesfallen ist ein deutscher Episodenfilm der DEFA von Werner W. Wallroth aus dem Jahr 1976. Er beruht auf Episoden des Buches Die Liebesfalle von Ludwig Turek.

## Handlung
Auf dem Weg in seinen Sommerurlaub erzählt der Schiffskoch Udo Klüterjahn vor seinen staunenden Kollegen, wie er als Junggeselle in seinen Ferien regelmäßig zu mindestens acht durchaus wohlbeleibten Liebschaften kommt: Er brät auf seinem Segelboot Eierkuchen knusprig und wird spätestens dann angesprochen. Alles Weitere erledigt sich nach seinem strikten Eintreten für die Gleichberechtigung der Frau dann fast von selbst. Auch diesen Sommer geht seine Taktik auf. Auf die Frage, wie er am besten Eierkuchen zubereiten kann, kommt die füllige Textilwarenverkäuferin Bettina Gürtelschmidt zu ihm an Bord. Zunächst sträubt sie sich gegen Udos Annäherungsversuche, sodass er sie drei Tage lang in seiner Kajüte unter Deck mit kulinarischen Köstlichkeiten verwöhnt, bis sie mit ihm die Nacht verbringt. Nach zwei romantischen Nächten jedoch will Udo sie wieder loswerden und an Land bringen, muss jedoch feststellen, dass Bettina in den letzten Tagen durch seine Kochkünste so stark zugenommen hat, dass sie nicht mehr durch die Kajütenluke passt. Die wütende Bettina versucht nun verzweifelt abzunehmen, doch kommen sie und Udo sich durch die unfreiwillig verlängerte Kennenlernzeit am Ende so nahe, dass Bettina und Udo heiraten – nachdem eine Säge die Kajütenluke vergrößert hat.
Auf Arbeit sind die Kollegen erstaunt, als Bettina nach ihrem Urlaub als frischgetraute Ehefrau erscheint. Vor allem ihre Chefin Renate Mauerbusch ist frustriert, hat sie sich doch in ihren Pensionsmitbewohner Dr. Biebermann verliebt, der sie jedoch nicht beachtet. Stattdessen „verläuft“ sich schon seit einigen Nächten der Ehemann ihrer Vermieterin Frau Reitstock in ihr Pensionszimmer. Als Renate Frau Reitstock darauf anspricht, reagiert die ungläubig und entsetzt. Beide Frauen beschließen, dass Frau Reitstock eine Nacht im Bett von Renate schlafen soll, um ihren Mann auf frischer Tat zu ertappen. In dieser Nacht jedoch verirrt sich der stark betrunkene Dr. Biebermann in Renates Zimmer und Frau Reitstock rennt kreischend in ihr Schlafzimmer, nachdem sie erwacht war und Dr. Biebermann auf sich liegend vorfand. Herr Reitstock wiederum ist verwirrt, in Renates Bett einen Mann vorzufinden. Am nächsten Morgen entschuldigt sich Dr. Biebermann aufrichtig bei Renate. Er sei betrunken gewesen und habe einen „Filmriss“. Da er schon lange in Renate verliebt sei, trägt er ihr die Verlobung an, um seine ernsthaften Ansichten zu bekräftigen, und Renate willigt erfreut ein.
Dr. Biebermann verkündet seine Verlobung umgehend auch seiner Sekretärin Gabriele Metzke, die in Tränen ausbricht. Sie wolle vor ihrem 40. Geburtstag heiraten und sei doch inzwischen schon 39. Dr. Biebermann rät ihr, eine Heiratsannonce aufzugeben. Die zwei Kandidaten, die sich melden, – ein Trinker und ein Muttersöhnchen – sind jedoch nicht nach Gabrieles Geschmack. Als Gabriele mal wieder zum Annoncenbüro geht, um nach neuen Einsendungen zu fragen, trifft sie auf Prof. Kallmann, der ebenfalls eine Annonce aufgegeben hat, jedoch nicht nach Post fragen will, weil die Angestellte im Laden ihn kennt. Er bittet Gabriele, mit seinem Ausweis seine Post abzuholen. Sie versteckt jedoch sämtliche Briefe vor ihm und geht am nächsten Tag zu ihm – vorgeblich, um den Ausweis zurückzugeben, in Wirklichkeit jedoch, um den Professor selbst zu kriegen. Ein langes Gespräch, einen Hundebiss und ein fehlendes Taxi später darf Gabriele bei Prof. Kallmann übernachten, der sich zunächst ungeschickt anstellt, am Ende jedoch in Gabrieles Armen und Bett landet.
Prof. Kallmanns neueste wissenschaftliche Untersuchung widmet sich der Frage, ob Liebes- und Lebensglück und Produktivität am Arbeitsplatz sich bedingen. Er befragt dazu Arbeiterinnen eines Betriebes, die sich verschieden äußern, sich jedoch darin einig sind, dass die zweifache Aktivistin Liane Brückner den Betriebsfrieden stört, da sie mit zahlreichen Männern des Betriebes spielt. Der neue BGL-Vorsitzende Rochmann soll mit ihr ein ernsthaftes Gespräch führen, vergisst es jedoch. Liane verkündet auf eine gehässige Spitze einer ihrer Kolleginnen, dass sie plant zu heiraten, doch erweisen sich ihre Liebhaber als wankelmütig. Die Frauen und Männer des Betriebes treiben nun ihren Spott mit ihr, bis Liane während der Schicht einfach ihren Arbeitsplatz verlässt. Nun soll Rochmann sie zurückholen. In einer Bar führen die missverstandene Liane und der von der Ehefrau sitzengelassene Vater zweier Kleinkinder Rochmann ein langes Gespräch und zwei Flaschen Wein später liegen sich beide küssend in den Armen.

## Produktion
Die Premiere von Liebesfallen fand am 2. Juli 1976 auf der Freilichtbühne in Fürstenwalde statt.
Im Film sind verschiedene Lieder zu hören, die Chris Doerk, Nina Hagen, Thomas Lück, Vlady Slezak, Holger Biege und der Gerd Michaelis Chor interpretieren. Da Nina und Eva-Maria Hagen im Zuge der Biermann-Ausbürgerung noch 1976 die DDR verließen, lief der Film nur kurze Zeit in den Kinos der DDR und wurde auch später nicht in Wiederholungen gezeigt.

## Kritik
Die zeitgenössische Kritik befand, dass bis auf die letzte Episode alle „unter Berufung auf das angeblich oder tatsächlich ‚Ewige‘ in Liebesleid und -lust vielleicht doch ein wenig zu sehr austauschbar sind, um, bei allem Spaß, genaue, neue Mitteilungen über diese so wichtige Sphäre ‚sozialer Kommunikation‘ zu geben.“
Für das Lexikon des internationalen Films war Liebesfallen ein „zum Klamauk neigender Unterhaltungsfilm ohne jeglichen Anspruch.“